# 安穏寺 (愛知県扶桑町)
安穏寺（あんのんじ）は、愛知県丹羽郡扶桑町高雄にある曹洞宗の寺院。

## 概要
1370年（応安3年）に僧悦宗が建立したもので、もとは知多郡篠島村にあって正蔵庵と称し正法寺末寺であった。1749年（寛延2年）当地に移し、1751年（寛延4年）安穏寺とした。1755年（宝暦5年）に、武蔵国川越の孝顕寺の末寺となった。中興開山は僧眼、開基は川越城主松平大和守であった。当寺は昔修行の道場で、歴代の住職が盛んに禅風を発揚したと伝えられる。

## アジサイ寺
安穏寺はアジサイ寺として地域で親しまれ、毎年5月中旬から6月ごろには約1,500株あるアジサイが境内を彩る。
先代住職の安達秀賢が50年近く前、広い境内を花でいっぱいにしようと植え始めた。アジサイは挿し木で増やしやすいことに加え、「アジサイなら心が癒やされるだろうと思った」からだったという。ガクアジサイやヤマアジサイ、アナベル、ダンスパーティーなど品種も多彩で、見比べながら楽しめる。他にもスイレンやアマリリス、ハナショウブなどの花も咲いている。毎年6月にはあじさい祭も開かれ、写経や御朱印に応じる。